# سیلویا لگراند

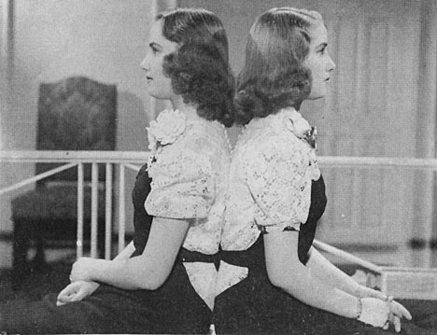
خواهران لگراند در دههٔ ۴۰ میلادی

سیلویا لگراند (اسپانیایی: Silvia Legrand‎؛ زادهٔ ۲۳ فوریه ۱۹۲۷ – درگذشته ۱ مهٔ ۲۰۲۰) بازیگر اهل آرژانتین بود. او خواهرِ دوقلوی هنرپیشهٔ آرژانتینی میرتا لگراند بود.